# Roger Nilsen
Pour les articles homonymes, voir Nilsen.
Roger Nilsen, né le 8 août 1969 à Tromsø (Norvège), est un footballeur norvégien, qui évoluait au poste de défenseur à Sheffield United et en équipe de Norvège.
Nilsen a marqué trois buts lors de ses trente-deux sélections avec l'équipe de Norvège entre 1990 et 2000. 
Son frère Steinar a également été un footballeur international norvégien.

## Carrière
- 1987-1988 : Tromsø IL
- 1989-1993 : Viking Stavanger
- 1993 : 1.FC Cologne
- 1993-1999 : Sheffield United
- 1999 : Tottenham Hotspur
- 1999-2000 : Grazer AK
- 2000-2001 : Molde FK
- 2002-2004 : Bryne FK

## Palmarès

### En équipe nationale
- 32 sélections et 3 buts avec l'équipe de Norvège entre 1990 et 2000.
- Participation à la coupe du monde 1994 et à la coupe du monde 1998.

### Avec le Viking Stavanger
- Vainqueur du Championnat de Norvège de football en 1991.
- Vainqueur de la Coupe de Norvège de football en 1989.

### Avec le Grazer AK
- Vainqueur de la Coupe d'Autriche de football en 2000.
- Vainqueur de la Supercoupe d'Autriche en 2000.